# 6762 Сиренаґудріх
6762 Сиренаґудріх (6762 Cyrenagoodrich) — астероїд головного поясу, відкритий 2 березня 1981 року.
Тіссеранів параметр щодо Юпітера — 3,665.